# Musikzeitung Loop
Die Musikzeitung Loop ist eine Schweizer Fachzeitschrift zu den Themen Musik, Interpreten, Tonträger-Neuerscheinungen, Produzenten, Musikgeschichte und Technik.

## Auflage
Die Auflage der Zeitschrift beträgt nach eigenen Angaben ca. 1'500 verkaufte bzw. 11'000 verbreitete Exemplare (ca. 1'500 Abonnenten, vorwiegend in der Deutschschweiz; ca. 2'500 Exemplare werden in Plattenläden, Konzertlokalen, Clubs und Bars verteilt, ca. 7'000 Exemplare der Wochenzeitung P.S. beigelegt).

## Geschichte
Der Loop-Verlag wurde 1997 von Bernhard Ott, Claude Schwarz, Reto Baumann und Thierry Frochaux gegründet. Die erste Redaktion bestand aus Reto Baumann, Stephan Ramming und Judith Wyler.
Nach dem Konkurs der DAZ (früher Volksrecht) konnte der Loop-Verlag deren Büro- und technische Infrastruktur kaufen. Reto Baumann und Thierry Frochaux waren seit Anfang 1996 für die Musikbeilage «MusikSpezial» der DAZ besorgt gewesen, die wie Loop bei der Rotaz in Schaffhausen gedruckt worden war.
Nach einer Nullnummer im Dezember 1997 erschien die Zeitung ab Ende Januar 1998 zehn Mal im Broadsheet-Format in einer Auflage von 25'000 Exemplaren. Das Layout wie auch das heute noch verwendete Logo entwickelte das Atelier Villotti. Die kommerziellen Erwartungen erfüllten sich allerdings zunächst nicht. Darauf übernahmen Bernhard Ott und die Rotaz AG Ende 1998 die Anteile der übrigen Gründer, und der Grossteil der Auflage von Loop erscheint seither als Beilage der seit Februar 1999 herausgegebenen linken Wochenzeitung P.S. Thierry Frochaux ist bei beiden Titeln für die Kulturberichterstattung und die Druckvorstufe zuständig.
1999 zog sich Reto Baumann aus der Redaktion zurück und übergab die redaktionelle Verantwortung an Philippe Amrein. 2010 trat Benedikt Sartorius in die Redaktion ein. Seit 2003 leitet Manfred Müller die Administration (Inserate, Abonnemente). 2016 übernahm Bernhard Ott auch die restlichen Gesellschaftsanteile von der liquidierten Rotaz AG.